# قسم سدة الريفي (مقاطعة أراك)
قسم سدة الريفي (بالفارسية: دهستان سده) هي قسم تقع في إيران في قسم. يقدر عدد سكانها بـ 8,724 نسمة .